# Warrior (曲)
「Warrior」（ウォリアー）は、谷山紀章の2枚目のシングルである。2005年8月24日にLantisから発売、キングレコードから販売された。

## 概要
- 表題曲「Warrior」は、自身もパーソナリティを務める、女性向け恋愛シミュレーションゲーム『金色のコルダ』のラジオ番組『金色のコルダ〜放課後のエチュード〜』のオープニングテーマ。

## 収録曲
1. Warrior [3:53]
作詞：mavie、作曲：前澤寛之、編曲：鈴木マサキ
  - ラジオ『金色のコルダ〜放課後のエチュード〜』オープニングテーマ
2. 百年の孤独 [4:05]
作詞：mavie、作曲・編曲：鈴木マサキ
3. Warrior（off vocal）
4. 百年の孤独（off vocal）